# Llista de les banderes de Bulgària
Aquesta és una llista que conté les diferents banderes que s’utilitzen o s'han utilitzat a Bulgària.

## Bandera nacional
| Bandera             | Data          | Ús                       | Descripció |
| ------------------- | ------------- | ------------------------ | --- |
| Bandera de Bulgaria | 1878–avui dia | Bandera nacional i civil | Tres franges horitzontals de la mateixa amplada, blanca la superior, verda la central i vermella la inferior. |

### Històriques
| Bandera                                                 | Data      | Ús                            | Descripció |
| ------------------------------------------------------- | --------- | ----------------------------- | --- |
| Bandera de la República Popular de Bulgària (1971-1990) | 1971–1990 | República Popular de Bulgària | Mateix disseny que l'actual però amb l'escut de la República Popular al quarter superior esquerra i circumscrit dins la franja blanca. |
| Bandera de la República Popular de Bulgària (1967–1971) | 1967–1971 | República Popular de Bulgària | Mateix disseny però amb diferències a l'escut.                                                                                         |
| Bandera de la República Popular de Bulgària (1948–1967) | 1948–1967 | República Popular de Bulgària | Mateix disseny però amb diferències a l'escut.                                                                                         |
| Bandera de la República Popular de Bulgària (1946–1948) | 1946–1948 | República Popular de Bulgària | Mateix disseny però amb diferències a l'escut.                                                                                         |
| Bandera de Bulgaria (1879-1947)                         | 1879-1947 | Regne de Bulgària             | Tres franges horitzontals de la mateixa amplada, blanca la superior, verda la central i vermella la inferior.                          |
| Bandera del Tsarat de Vidin                             | segle XIV | Tsarat de Vidin               | |
| Bandera del Segon Imperi Búlgar                         | c. 1380   | Segon Imperi Búlgar           | Reproducció a partir del treball del cartògraf i bruixoler mallorquí Guillem Soler.                                                    |
| Bandera de                                              | c. 1325   | Segon Imperi Búlgar           | Reproducció a partir del treball del cartògraf mallorquí Angelino Dulcert.                                                             |

## Personals
| Bandera                             | Data          | Ús                                  | Descripció                                                                       |
| ----------------------------------- | ------------- | ----------------------------------- | -------------------------------------------------------------------------------- |
| Estendard del President de Bulgària | 1918-avui dia | Estendard del president de Bulgària | Mateix disseny que la bandera nacional però carrega l'escut d'armes de Bulgària. |

### Històriques
| Bandera                                    | Data      | Ús                             | Descripció |
| ------------------------------------------ | --------- | ------------------------------ | --- |
| Estendard del Tsar de Bulgària (1918-1919) | 1937–1946 | Estendard del Tsar de Bulgària | Camp vermell amb un lleó d'or coronat, armat i lampassat de verd. Al voltant una bordura dentada de verd i vermell sobre blanc. |

## Divisió Administrativa

### Províncies
Des del 1999 Bulgària està dividida en 28 províncies (en búlgar: област, óblast). Totes reben el nom de la capital provincial i no disposen de bandera pròpia.

### Municipals
El nombre de municipis búlgars és de 265  (en búlgar община - obxtina), pel que tot seguit només es mostren les banderes de la capital de cadascuna de les vint-i-sis províncies. Cada província rep el nom de la seva capital.
| Bandera                   | Data | Ús             | Descripció |
| ------------------------- | ---- | -------------- | --- |
| Bandera de Blagòevgrad    |      | Blagòevgrad    | Camp blanc amb l'escut de la ciutat al mig. |
| Bandera de Burgàs         |      | Burgàs         | Camp blanc amb una franja blau marí d'1/4 de l'amplada total de la bandera situada a la part inferior. Al quarter es mostra l'escut de la ciutat.                           |
| Bandera de Dòbritx        |      | Dòbritx        | Tres franges horitzontals de verd-carabassa-verd, sent la central el doble d'ample, amb l'escut de la ciutat situat al centre.                                              |
| Bandera de Gàbrovo        |      | Gàbrovo        | Tres franges horitzontals de blanc-verd-blanc, sent la central el doble d'ample, amb l'escut de la ciutat en groc situat al centre.                                         |
| Bandera de Khàskovo       |      | Khàskovo       | Camp blanc amb l'escut de la ciutat situat al centre. |
| Bandera de Iàmbol         |      | Iàmbol         | Dues franges horitzontals de groc i verd amb l'escut de la ciutat en color verd situat al quarter superior esquerre.                                                        |
| Bandera de Kardjali       |      | Kardjali       | Camp blanc amb amb dos geminats de filets de faixa entre els quals se situa l'escut i el nom de la ciutat en búlgar (Област Кърджали) i en anglès (KARDZHALI MUNICIPALITY). |
| Bandera de Kiustendil     |      | Kiustendil     | Camp blanc amb l'escut de la ciutat situat al centre. |
| Bandera de Lòvetx         |      | Lòvetx         | Camp violat amb l'escut de la ciutat en carabassa situat al centre. |
| Bandera de Montana        |      | Montana        | Dues franges horitzontals de la mateixa amplada de blanc sobre blau cel amb la bandera de Bulgària situada al quarter superior esquerra.                                    |
| Bandera de Pàzardjik      |      | Pàzardjik      | Camp blanc amb l'escut de la ciutat en groc situat al centre. |
| Bandera de Pèrnik         |      | Pèrnik         | Camp dividit en set franges horitzontals, quatre grogues i tres de negre, amb l'escut de la ciutat situat al centre.                                                        |
| Bandera de Pleven         |      | Pleven         | Camp gris amb l'escut de la ciutat situat al centre. |
| Bandera de Plòvdiv        |      | Plòvdiv        | Tres franges verticals de blau cel-blanc-blau cel amb l'escut de la ciutat situat al centre.                                                                                |
| Bandera de Ràzgrad        |      | Ràzgrad        | Dues franges verticals verdes amb un quadrat central blanc que ocupa la meitat de la llargada (anomenat pal canadenc) que conté l'escut de la ciutat al centre.             |
| Bandera de Russe          |      | Russe          | Camp blanc amb l'escut de la ciutat en blau situat al centre. |
| Bandera de Silistra       |      | Silistra       | Camp verd amb l'escut situat al centre sobre el nom de la ciutat i quatre ornaments en vermell i groc situats un a cada cantonada.                                          |
| Bandera de Sliven         |      | Sliven         | Camp blanc amb tres franges horitzontals de verd-vermell-verd situades al centre amb l'escut de la ciutat.                                                                  |
| Bandera de Smolian        |      | Smolian        | Camp verd amb l'escut d ela ciutat situat al centre. |
| Bandera de Sofia          |      | Sofia-Ciutat   | Camp blau cel amb l'escut de la ciutat situat al centre. |
| Bandera de Stara Zagora   |      | Stara Zagora   | Camp verd amb un cercle format per la bandera de Bulgària situat al centre i que conté l'escut de la ciutat.                                                                |
| Bandera de Targòvixte     |      | Targòvixte     | Camp blanc amb l'escut de la ciutat situat al quarter superior esquerre. |
| Bandera de Varna          |      | Varna          | Camp blanc amb dues cintes blau marí entre les quals se situa l'escut de la ciutat.                                                                                         |
| Bandera de Veliko Tàrnovo |      | Veliko Tàrnovo | Camp violat amb l'escut de la ciutat situat al centre de la part esquerra tocant el pal.                                                                                    |
| Bandera de Vidin          |      | Vidin          | Camp blanc amb l'escut de la ciutat en blau situat al centre. |
| Bandera de Vratsa         |      | Vratsa         | Camp verd amb l'escut de la ciutat en groc situat al centre. |
| Bandera de Xumen          |      | Xumen          | Camp verd amb l'escut de la ciutat en groc situat al centre. |

## Minories
| Bandera                                       | Data | Ús                                              | Descripció |
| --------------------------------------------- | ---- | ----------------------------------------------- | --- |
| Bandera de la minoria búlgara de Sèrbia       |      | Consell Nacional de la minoria búlgara a Sèrbia | Bandera nacional búlgara amb l'escut d'armes del Consell situat al centre. |
| Bandera de la minoria turca de Bulgària       |      | Minoria turca                                   | Camp blanc amb dues franges horitzontals estretes de color vermell a tocar dels marges superior i inferior. |
| Bandera de la República de Tămrăš (1879-1886) |      | Pomacs                                          | Tricolor horitzontal de vermell-verd-negre. Fou la bandera de la República de Tămrăš va existir entre 1879 i 1886. |
| Bandera de                                    |      | Sarakatsani                                     | Camp blanc amb la bandera de la Federació de les Associacions Culturals i Educatives de Karakachani a Bulgària situada al centre, la qual s'anomena "flambura" i que prové de la tradicional bandera de casament de Karakachani. |

## Militars
| Bandera                              | Data          | Ús                                   | Descripció                                                                                                 |
| ------------------------------------ | ------------- | ------------------------------------ | --- |
| Estendard de guerra de Bulgària      | 1991-avui dia | Estendard de guerra                  | Camp vermell amb l'escut d'armes al centre i quatre franges verdes que surten en diagonal cap als extrems. |
| Bandera de proa de la Marina búlgara | 1991-avui dia | Bandera de proa de la Marina búlgara | Camp blanc amb un Sautor o creu de Sant Andreu verd darrere d'una creu de Sant Jordi vermella.             |
| Bandera de la guàrdia costanera      |               | Guàrdia costanera                    | Camp verd amb el pavelló de proa de 1991 situat al quarter superior esquerre.                              |

### Històriques
| Bandera                                     | Data      | Ús                                                  | Descripció |
| ------------------------------------------- | --------- | --------------------------------------------------- | --- |
| Pavelló de proa (1991–2005)                 | 1991–2005 | Bandera de proa                                     | Disseny de la bandera nacional però la franja superior blanca ocupa tota la meitat superior de la bandera on se situa el lleó de l'escut d'armes a tocar del pal.                                                                                        |
| Estendard de guerra de Bulgària (1971-1990) | 1971-1990 | Estendard de guerra de l'Exèrcit Popular Búlgar     | Camp vermell amb l'escut d'armes situat al centre entre el nom de l'estat "НАРОДНА РЕПУБЛИКА БЪЛГАРИЯ" a la part inferior i "За нашата социалистическа родина" a la superior.                                                                            |
| Pavelló de proa de Bulgària (1955-1990)     | 1955-1990 | Ensenya naval de la República Popular de Bulgària   | Disseny de la bandera nacional però la franja superior blanca ocupa tota la meitat superior de la bandera on se situa un estel vermell de cinc puntes a tocar del pal.                                                                                   |
| Pavelló de proa de Bulgària (1949-1955)     | 1949-1955 | Ensenya naval de la República Popular de Bulgària   | Bandera nacional amb el terç esquerra ocupat per un estel vermell de cinc puntes sobre fons blanc i un lleó modificat sobre fons vermell a la meitat superior.                                                                                           |
| Bandera de proa de Bulgària (1955-1963)     | 1955-1963 | Bandera de proa de la República Popular de Bulgària | Camp vermell amb un estel de cinc puntes perfilat de blanc situat al centre. |
| Bandera de proa de Bulgària (1949-1955)     | 1949-1955 | Bandera de proa de la República Popular de Bulgària | Camp vermell amb un estel de cinc puntes perfilat de blanc que conté el lleó de l'escut d'armes situat al centre. |
| Ensenya naval de Bulgària (1878–1944)       | 1878–1944 | Ensenya naval del Regne de Bulgària                 | Bandera nacional amb el lleó de l'escut d'armes sobre un fons vermell al quarter superior esquerre. |
| Estendard del Cos de Voluntaris Búlgars     | 1877–1878 | Cos de Voluntaris Búlgars o Milícia búlgara         | Estendard utilitzat per les unitats de l'exèrcit voluntari búlgar que van participar en la guerra russo-turca de 1877–1878. Estendard amb els colors de l'actual bandera nacional amb el lleó daurat situat al centre sota el nom "България" (Bulgària). |
| Bandera de Samara                           | 1877–1878 | Bandera de Samara                                   | Les unitats de l'exèrcit voluntari búlgar es van concentrar a la ciutat russa de Samara després del manifest d'Alexandre II de Rússia, anunciant la guerra. Van adoptar la bandera de la ciutat afegint-li una icona formant una creu.                   |
| Bandera de la Revolta d'abril               | 1876      | Revolta d'abril                                     | Bandera utilitzada pels rebels de Gorna Oriàhovitsa. Camp vermell amb el lleó daurat dins un oval negre amb la inscripció "Свобода или смьрть" (Llibertat o mort) al damunt i al data "1876" a sota.                                                     |
| Bandera de la Legió búlgara                 | 1862–1868 | Legió búlgara                                       | Tricolor horitzontal amb els mateixos colors que els actuals però en l'ordre canviat, verd-blanc-vermell. |

### Personals
| Bandera                                        | Data | Ús                         | Descripció |
| ---------------------------------------------- | ---- | -------------------------- | --- |
| Bandera del Comandant de la Marina búlgara     |      | Comandant de la Marina     | camp vermell amb la bandera naval de 1991 al quarter i tres estels blancs de 5 puntes a les cantonades superior dreta, inferior esquerra i inferior dreta. |
| Bandera del Sotscomandant de la Marina búlgara |      | Sotscomandant de la Marina | Mateix disseny que l'anterior però amb només dos estels.                                                                                                   |
| Bandera del Comandant de la Base Naval búlgar  |      | Comandant de la Base Naval | Mateix disseny que l'anterior per amb només un estel. |

### Històriques
| Bandera                                       | Data      | Ús                                          | Descripció |
| --------------------------------------------- | --------- | ------------------------------------------- | --- |
| Bandera del Ministre de la Guerra (1878–1944) | 1878–1944 | Ministre de la Guerra del Regne de Bulgària | Bandera nacional amb el terç esquerra ocupat per un sautor verd fons blanc i un lleó modificat sobre fons vermell a la meitat superior. |

## Organitzacions polítiques
| Bandera                                                                                | Data          | Ús                                                                                | Descripció |
| -------------------------------------------------------------------------------------- | ------------- | --------------------------------------------------------------------------------- | --- |
| Bandera de la Unió Nacional Búlgara – Nova Democràcia                                  | 2014–avui dia | Unió Nacional Búlgara – Nova Democràcia                                           | Fons vermell amb el logotip del partit en negre situal al centre.                                                                      |
| Logotip del Partit Renaixement búlgar                                                  | 2014–avui dia | Renaixement búlgar                                                                | Fons blanc amb el logotip del partit en negre situat al centre i la paraula "възраждане" (renaixament) sota seu.                       |
|                                                                                        | 2011–avui dia | Bulgària conservadora (anteriorment Front Nacional per a la Salvació de Bulgària) | Fons blau marí amb un mapa centrat de Bulgària amb la bandera nacional i les inicials del partit, "НфCБ", al centre.                   |
| Logotip del Partit                                                                     | 2006-avui dia | Ciutadans pel Desenvolupament Europeu de Bulgària                                 | Fons gris amb el logotip del partit situat al centre.                                                                                  |
| Bandera de la coalició Unió Nacional Atac                                              | 2005-avui dia | Unió Nacional Atac                                                                | Fons verd amb el logotip de la coalició situat al centre.                                                                              |
| Logotip de l'Organització Revolucionària Interior Macedònia – Moviment Nacional Búlgar | 1991-avui dia | Organització Revolucionària Interior Macedònia – Moviment Nacional Búlgar         | Camp dividit en dues franges horitzontals vermella i negra amb les inicials del patit "ВМРО" situades al centre.                       |
| Logotip de l'Aliança Nacional Búlgara                                                  | 1999-avui dia | Aliança Nacional Búlgara                                                          | Bandera nacional amb el logotip del partit. Aquest està format pel tamgha del clan Dulo, una dinastia governant búlgara d'origen turc. |
| Logotip del Moviment pels Drets i les Llibertats                                       | 1990-avui dia | Moviment pels Drets i les Llibertats                                              | Fons blanc amb el logotip i el nom en majúscules "KOKOOMUS"                                                                            |
| Logotip del Partit                                                                     |               | Unió Popular Agrària Búlgara                                                      | Fons carabassa amb el logotip del partit i les inicials en majúscules "БЗНС" a sota.                                                   |

### Històriques
| Bandera                                                          | Data      | Ús                                                         | Descripció |
| ---------------------------------------------------------------- | --------- | ---------------------------------------------------------- | --- |
| Bandera del Front Patriòtic                                      | 1942-1990 | Front Patriòtic                                            | Bandera nacional amb les inicials en negre del partit "ОФ" situades al centre.                                 |
| Bandera Ratnik                                                   | 1936–1944 | Ratnik o Guerrers per l'Avenç de l'Esperit Nacional Búlgar | Fons vermell amb el logotip del partit, una creu solar negra, situada al centre.                               |
| Bandera de la Unió Nacional de Legions Búlgares                  | 1932–1944 | Unió Nacional de Legions Búlgares                          | Fons vermell amb el logotip del partit en color daurat situat al centre.                                       |
| Bandera del Partit Nacional Socialista dels Treballadors Búlgars | 1932–1934 | Partit Nacional Socialista dels Treballadors Búlgars       | Fons blanc amb una esvàstica negra darrera d'un lleó rampant d'or que porta una espasa, un martell i una falç. |
| Logotip del Partit                                               | 1919–1990 | Partit Comunista Búlgar                                    | Fons vermell amb les inicials del partit, "БКП", en blanc situades al centre.                                  |

## Associacions Vexil·lològiques
| Bandera                                                   | Data          | Ús                                          | Descripció |
| --------------------------------------------------------- | ------------- | ------------------------------------------- | --- |
| Bandera de la Societat Heràldica i Vexil·lològica Búlgara | 1973-avui dia | Societat Heràldica i Vexil·lològica Búlgara | Camp vermell amb un xebró revessat verd i un triangle blanc que tots junts formen els colors de la bandera nacional. |

## Religioses
| Bandera                            | Data | Ús                     | Descripció                                         |
| ---------------------------------- | ---- | ---------------------- | -------------------------------------------------- |
| Bandera del Gran Muftí de Bulgària |      | Gran Muftí de Bulgària | Camp blanc amb el dibuix en verd situat al centre. |